# Mortierella sclerotiella
Mortierella sclerotiella är en svampart som beskrevs av Milko 1967. Mortierella sclerotiella ingår i släktet Mortierella och familjen Mortierellaceae.   Inga underarter finns listade i Catalogue of Life.